# Brian Glencross
Brian Alan Glencross (Narrogin, 1 de mayo de 1941-Australia, 30 de diciembre de 2022) fue un jugador y entrenador de hockey sobre hierba australiano.

## Carrera

### Jugador
Jugó con la selección de hockey sobre hierba de Australia de 1964 a 1973 en 93 partidos, donde ganó la medalla de plata en los Juegos Olímpicos de México 1968 y la medalla de bronce en los Juegos Olímpicos de Tokio 1964.

### Entrenador
Dirigió a la selección femenina de hockey sobre hierba de Australia de 1980 a 1992, a las cuales clasificó a cuatro copas mundiales, a tres Juegos Olímpicos, de los cuales salió campeón en 1988; y a tres ediciones de la Champions Trophy, de las cuales ganó dos de ellas.

## Reconocimientos
- 1968 – WA Sports Federation's Sportsman of the Year[3]
- 1991 – Medalla de la Orden de Australia[4]
- 1991 – Inducción al Salón de la Fama del Deporte de Australia[2][4]
- 1996 – Inducción al WA Hall of Champions.[3]
- 2000 – Medalla Deportiva Australiana
- 2001 – Medalla Centenario en 2001.[5][6]
- 2008 – Salón de la Fama del Hockey Australia[7]

## Muerte
Falleció el 30 de diciembre de 2022 luego de sufrir una muerte neurológica a los 81 años.